# Grant Gustin
Thomas Grant Gustin (nascut el 14 de gener de 1990), conegut com a Grant Gustin, és un actor i cantant estatunidenc conegut gràcies a la seva participació en la sèrie de televisió Glee al canal FOX com a Sebastian Smythe però sobretot pel seu paper protagonista a la sèrie de televisió The Flash del canal CW com a Barry Allen/The Flash.

## Biografia i carrera
Durant la seva adolescència, va assistir a un col·legi d'arts en la seva ciutat natal: Governor 's School for Arts. El 2008, es va graduar en Grandby School, i, ja a la universitat, va assistir a un programa de teatre a Elon University a Carolina del Nord.
La seva primera actuació va ser el 2003, amb tan sols 13 anyets, al Kid Fitness Jungle Adventure Exercise Vídeo.
El seu somni de nen era treballar a Broadway i després treballar en televisió i cinema. El seu somni es va fer realitat el 2010 quan va aconseguir el paper de Baby John en la gira de " West Side Story ". Va realitzar la gira amb l'obra durant un any, acabant dies abans de començar la seva carrera en televisió al setembre de 2011.
El 8 de novembre, 2011, va debutar en la sèrie de televisió Glee, va aparèixer per primera vegada en l'episodi de la tercera temporada, The First Time, com Sebastià Smythe, un atractiu gay dels Dalton Academy Warblers que no amaga la seva sexualitat. A finals de gener del 2012 va aparèixer en CSI: Miami interpretant a uns bessons, Scott Ferris i Trent Burton. En 2013 va ser triat per interpretar a Barry Allen a la segona temporada de Arrow. Més tard passaria a ser el protagonista del spin off The Flash. Presta la seva veu per al personatge de Barry Allen. El juny de 2015, va ser confirmada la seva participació en Legends of Tomorrow com Barry Allen / Flash. El 3 de febrer de 2016, es va donar a conèixer la seva participació en Supergirl.

## Filmografia
- Pel·lícules

| ANY  | TÍTOL                                       | ROL           | NOTES                   |
| ---- | ------------------------------------------- | ------------- | ----------------------- |
| 2003 | Kid Fitness Jungle Adventure Exercise Video | Club Fit kid  | Direct a DVD            |
| 2012 | A Mother's Nightmare                        | Chris Stewart | Pel·lícula de televisio |
| 2014 | Affluenza                                   | Todd Goodman  |                         |

- Televisió

| ANY          | TÍTOL               | INTERPRETANT              | NOTES                      |
| ------------ | ------------------- | ------------------------- | -------------------------- |
| 2006         | A Haunting          | Promès de Stacey          | Episodi: Hungry Ghosts     |
| 2011-13      | Glee                | Sebastian Smythe          | 7 episodis                 |
| 2012         | CSI: Miami          | Scott Ferris/Trent Burton | Episodi: Terminal Velocity |
| 2012         | The Glee Project    | Ell mateix                | Episodi: Theatricality     |
| 2013         | 90210               | Campbell Price            | 8 episodis                 |
| 2013-present | Arrow               | Barry Allen / Flash       | Personatge ocurrent        |
| 2014-present | The Flash           | Barry Allen / Flash       | Protagonista               |
| 2015         | Vixen               | Barry Allen / Flash       | Estrella invitada          |
| 2016         | Legends of Tomorrow | Barry Allen / Flash       | Estrella invitada          |
| 2016         | Supergirl           | Barry Allen / Flash       | Estrella invitada          |

## Teatre
| ANY     | TÍTOL           | INTERPRETANT | LLOC                  |
| ------- | --------------- | ------------ | --------------------- |
| 2010–11 | West Side Story | Baby John    | Broadway Revival Tour |

Després de la seva Graduació a secundària, la Universitat Elon es va interessar per ell, així que va començar a estudiar-hi un grau de teatre. Durant la seva estada a la Universitat, Grant va aconseguir ser un dels estudiants més destacats, aconseguint papers protagonistes per a Waldo and the absolutely amazing afternoon i Virginie.
No obstant això, els seus Estudis Universitaris es van veure paralitzats a mitjans de 2010, ja que el famosíssim musical de Broadway, West Side Story va requerir els seus serveis per al paper de Baby John fins a setembre de 2011.

## Paper enThe Flash[3]
Quan Barry Allen només tenia 11 anys, la seva mare va ser assassinada en un estrany i terrorífic incident, on va estar involucrat un home en un vestit groc i on el seu pare va ser falsament culpat de l'assassinat. La seva vida va canviar per sempre per la tragèdia, Barry va ser adoptat i criat pel detectiu Joe West, el pare de la millor amiga de Barry, Iris. Ara, Barry s'ha convertit en un brillant, impulsiu i extremadament obsés investigador CSI, la determinació és descobrir la veritat sobre l'estranya mort de la seva mare, el porta a seguir totes les llegendes urbanes sense explicació i els avenços científics que sorgeixin. L'última obsessió de Barry és un accelerador de partícules d'alta tecnologia, creat pel visionari físic Harrison Wells i el seu equip de S.T.A.R. Labs, que afirma que la seva invenció aportarà avenços inimaginables en poder i medicina. No obstant això, alguna cosa surt horriblement malament durant una presentació pública, i quan la devastadora explosió causa una estranya i forta tempesta, que ocasiona moltes suposades morts, Barry és aconseguit per un raig i llançat per la força del raig cap a mescles químiques del seu laboratori.
Després de nou mesos en coma, Barry desperta per descobrir que la seva vida ha canviat de nou, l'accident li ha donat el poder de la supervelocitat, garantint l'habilitat de moure's per Central City com un àngel guardià invisible. Encara emocionat inicialment pels seus nous poders, Barry es queda impactat en descobrir que no és l'única persona (metahumano) que ha estat creat en l'explosió de l'accelerador, i no tothom està usant els seus poders per al bé. En els mesos posteriors a l'accident, la ciutat ha vist un enorme creixement de gent desapareguda, morts sense explicació i altres fenòmens estranys. Barry ha renovat ara el seu propòsit, usant els seus nous poders de la velocitat per protegir els innocents, mentre no deixa mai de banda la seva recerca per resoldre l'assassinat de la seva mare i netejar el nom del seu pare. Per ara, només uns pocs amics i socis molt propers saben que Barry és literalment l'home amb vida més ràpid del món.

### Repartiment principal
- Grant Gustin com a Barry Allen/Flash.
- Candice Patton com Iris West.
- Danielle Panabaker com Caitlin Snow[7]
- Rick Cosnett com Detective Eddie Thawne[8]
- Carlos Valdes com Cisco Ramon[9]
- Tom Cavanagh com Harrison Wells
- Jesse L. Martin com Detective Joe West[10]

## Paper en Glee[11]
Glee és una sèrie de televisió i comèdia musical la qual es va emetre per la cadena Fox des del 19 de maig de 2009 fins al 20 de març de 2015. Se centra en el col·legi William McKinley High School al club New Directions que rivalitza en el circuit de competició de cors, d'una escola secundària de Lima, Ohio, on els seus membres abasten temes com les relacions amoroses, la sexualitat i la discriminació. El repartiment el conforma el professor d'espanyol Will Schuester (Matthew Morrison), l'entrenadora de les animadores Sue Sylvester (Jane Lynch), la consellera estudiantil Emma Pillsbury (Jayma Mays), l'esposa de Will Terri Schuester (Jessalyn Gilsig) i els vuit membres del club interpretat per Dianna Agron, Chris Colfer, Kevin McHale, Lea Michele, Cory Monteith, Amber Riley, Mark Salling i Jenna Ushkowitz.
La sèrie va ser creada per Ryan Murphy, Brad Falchuk i Ian Brennan el qual va considerar a Glee com una pel·lícula per a televisió. Els tres van escriure tots els episodis de les dues primeres temporades, mentre Murphy i Falchuk es van exercir com a directors principals de la sèrie. L'episodi pilot, va ser emès el 19 de maig de 2009 i la primera temporada es va transmetre des del 9 de setembre d'aquest any al 8 de juny de 2010. La música de Glee va vendre més de trenta-sis milions d' senzills digitals i onze milions de discos a nivell mundial cap a octubre de 2011 el que l'ha convertit en un dels majors èxits comercials dels últims tempos. També s'han comercialitzat versions en DVD i Blu-ray, llibres, una aplicació per a iPad i tres jocs de karaoke per a Wii. El 19 d'abril de 2013 la sèrie va ser renovada per dues temporades més.
Grant interpreta Sebastian Smythe, un estudiant homosexual del Dalton Academy, qui va aparèixer per primera vegada en la Tercera Temporada, 3x05 The First Time. És un nou integrant del cor Dalton Warblers,en la seva primera aparició mostra interès amorós cap a Blaine Anderson, encara que perd l'interès en ell després d'haver-li danyat el seu ull dret després d'haver llançat un slushie a la cara en Michael.
La personalitat de Sebastian és més fàcil identificar-se amb Santana López, per de la seva obsessió amb el sexe i la personalitat coqueta. Ell és retratat com un caràcter espontani i emocionant que tracta d'intervenir en relació amb Blaine i Kurt. A causa d'això, Kurt, juntament amb la majoria dels altres que ho compleixin, aversió Sebastià. En certa manera, però, la seva interferència en una relació forta i lleial pot ser perdonat causa de la seva única causa és per divertir-se.

## Premis i nominacions
| ANY  | PREMIS                          | CATEGORIA                                       | NOMINAT   | RESULTAT  |
| ---- | ------------------------------- | ----------------------------------------------- | --------- | --------- |
| 2015 | Nickelodeon Kids' Choice Awards | Actor favorit                                   | The Flash | Nominat   |
| 2015 | Teen Choice Awards              | Estrella revelació                              | The Flash | Guanyador |
| 2015 | Teen Choice Awards              | Choice TV: Chemistry shared with Candice Patton | The Flash | Nominat   |
| 2015 | Teen Choice Awards              | Choice TV: Liplock shared amb Candice Patton    | The Flash | Nominat   |
| 2015 | Saturn Awards                   | Autor de revelació                              | The Flash | Guanyador |
| 2015 | Saturn Awards                   | Millor actor de televisió                       | The Flash | Nominat   |